# روشنده (رضوانشهر)
استان [گیلان]
شهرستان[رضوانشهر]
دهستان [ارده]

روشنده در دهستان ارده و در شهرستان رضوانشهر و در دهستان تالش دولاب  قرار دارد این روستا آماری به حدود ۴۲۰ نفر دارد و ساکنین این روستا بیشتر به دامداری و کشاورزی مشغول هستند و در روشنده دبستان و شعبه نفت و... وجود دارد روشنده یکی از سرسبزترین روستاهای استان گیلان است که مردم بسیار خونگرم و مهمانپذیری دارد روستای روشنده دارای آسفالت و اینترنت 4g است و در ارتفاع ۱۳۲۱ متری از سطح دریا قرار دارد و یکی از ییلاقات توریستی گیلان به حساب می آید، زبان اهالی روشنده تالشی می باشد.
روشنده که پارسی و رسمی شده اسم رشوندی هست که در زبان [[تالشی]] دی به معنی ده یا روستا میباشد که این روستا از ایلی بهمین نام که رش نام دارد تشکیل شده، کلمه رشوندی به معنای محل رش ها است می باشد است. 
که از انتهای خیابان سردار جنگل با بافت جمعیتی مسکونی و مزروعی شروع میشده و در امتداد جاده شاه عباسی قرار داشته تا چهار راه چراغ برق امروزی که مرکز اصلی شهر رضوانشهر است.

## جمعیت
این روستا در دهستان ییلاقی ارده قرار دارد و براساس سرشماری مرکز آمار ایران در سال ۱۳۸۵، جمعیت آن ۳۱۰ نفر (۷۹خانوار) بوده‌است. مردم روشنده تالش هستند و به زبان تالشی سخن می‌گویند.

== منابع == 
1. ↑  روشنده

برن خوشابر
- «نتایج سرشماری ایران در سال ۱۳۸۵». درگاه ملی آمار. بایگانی‌شده از روی نسخه اصلی در ۲۱ آبان ۱۳۹۲.